# Borussia Verein für Leibesübungen 1900 Mönchengladbach 2020-2021
Questa voce raccoglie le informazioni riguardanti il Borussia Verein für Leibesübungen 1900 Mönchengladbach nelle competizioni ufficiali della stagione 2020-2021.

## Stagione
Nella stagione 2020-2021 il Borussia Mönchengladbach, allenato da Marco Rose, concluse il campionato di Bundesliga all'8º posto. In Coppa di Germania il Borussia Mönchengladbach fu eliminato ai quarti di finale dal Borussia Dortmund. In Champions League il Borussia Mönchengladbach fu eliminato agli ottavi di finale dal Manchester City.

## Rosa
| N. |                     | Ruolo | Calciatore       |
| -- | ------------------- | ----- | ---------------- |
| 1  | Svizzera (bandiera) | P     | Yann Sommer      |
| 3  | Svizzera (bandiera) | D     | Michael Lang     |
| 4  | Francia (bandiera)  | D     | Mamadou Doucouré |
| 6  | Germania (bandiera) | C     | Christoph Kramer |
| 7  | Germania (bandiera) | A     | Patrick Herrmann |
| 8  | Svizzera (bandiera) | C     | Denis Zakaria    |
| 10 | Francia (bandiera)  | A     | Marcus Thuram    |
| 11 | Austria (bandiera)  | A     | Hannes Wolf      |
| 13 | Germania (bandiera) | C     | Lars Stindl      |
| 14 | Francia (bandiera)  | A     | Alassane Pléa    |
| 15 | Germania (bandiera) | D     | Jordan Beyer     |
| 16 | Guinea (bandiera)   | A     | Ibrahima Traoré  |
| 17 | Svezia (bandiera)   | D     | Oscar Wendt      |
| 18 | Austria (bandiera)  | D     | Stefan Lainer    |
| 19 | Austria (bandiera)  | C     | Valentino Lazaro |
| 20 | Paraguay (bandiera) | A     | Julio Villalba   |

| N. |                        | Ruolo | Calciatore      |
| -- | ---------------------- | ----- | --------------- |
| 21 | Germania (bandiera)    | P     | Tobias Sippel   |
| 23 | Germania (bandiera)    | A     | Jonas Hofmann   |
| 24 | Germania (bandiera)    | D     | Tony Jantschke  |
| 25 | Algeria (bandiera)     | D     | Ramy Bensebaini |
| 26 | Germania (bandiera)    | C     | Torben Müsel    |
| 27 | Portogallo (bandiera)  | C     | Famana Quizera  |
| 28 | Germania (bandiera)    | D     | Matthias Ginter |
| 29 | Stati Uniti (bandiera) | D     | Joe Scally      |
| 30 | Svizzera (bandiera)    | D     | Nico Elvedi     |
| 31 | Germania (bandiera)    | P     | Max Grün        |
| 32 | Germania (bandiera)    | C     | Florian Neuhaus |
| 33 | Turchia (bandiera)     | D     | Kaan Kurt       |
| 36 | Svizzera (bandiera)    | A     | Breel Embolo    |
| 41 | Germania (bandiera)    | P     | Jan Olschowsky  |
| 43 | Germania (bandiera)    | C     | Rocco Reitz     |

## Maglie e sponsor
| Casa | Trasferta | Terza maglia |

## Organigramma societario
Area tecnica
- Preparatori atletici:
- Allenatore in seconda: Frank Geideck, René Marić, Oliver Neuville, Alexander Zickler
- Preparatore dei portieri: Uwe Kamps, Steffen Krebs
- Analisi video: Dominik Mews, Philipp Schützendorf
- Allenatore: Marco Rose

## Calciomercato

### Sessione estiva
| Acquisti | Acquisti         | Acquisti       | Acquisti |
| R.       | Nome             | da             | Modalità |
| -------- | ---------------- | -------------- | -------- |
| C        | Valentino Lazaro | Inter          |          |
| D        | Andreas Poulsen  | Austria Vienna |          |
| A        | Julio Villalba   | Altach         |          |
| A        | Hannes Wolf      | RB Lipsia      |          |
| D        | Jordan Beyer     | Amburgo        |          |

| Cessioni | Cessioni        | Cessioni     | Cessioni |
| R.       | Nome            | a            | Modalità |
| -------- | --------------- | ------------ | -------- |
| A        | Keanan Bennetts | Ipswich Town |          |
| C        | Tobias Strobl   | Augusta      |          |

### Sessione invernale
| Acquisti | Acquisti   | Acquisti      | Acquisti |
| R.       | Nome       | da            | Modalità |
| -------- | ---------- | ------------- | -------- |
| D        | Joe Scally | New York City |          |

| Cessioni | Cessioni        | Cessioni       | Cessioni |
| R.       | Nome            | a              | Modalità |
| -------- | --------------- | -------------- | -------- |
| D        | Andreas Poulsen | Austria Vienna |          |
| C        | László Bénes    | Augusta        |          |

## Risultati

### Bundesliga

#### Girone di andata
| Arbitro: | Brych |

|                                   |           |  |
| Reyna 35’ Haaland 54’ (rig.), 77’ | Marcatori |  |

| Arbitro: | Stieler |

|            |           |                   |
| Thuram 56’ | Marcatori | 79’ Schlotterbeck |

| Arbitro: | Fritz |

|               |           |                                       |
| Rexhbeçaj 84’ | Marcatori | 14’ Pléa 16’ Lainer 56’ (rig.) Stindl |

| Arbitro: | Schlager |

|                    |           |              |
| Hofmann 78’ (rig.) | Marcatori | 85’ Weghorst |

| Arbitro: | Willenborg |

|                 |           |                                          |
| Mateta 23’, 36’ | Marcatori | 15’ Stindl 76’ (rig.) Hofmann 83’ Ginter |

| Arbitro: | Siebert |

|          |           |  |
| Wolf 60’ | Marcatori |  |

| Arbitro: | Osmers |

|                                               |           |                                   |
| Alario 27’, 41’ Bailey 68’ Baumgartlinger 82’ | Marcatori | 18’ (rig.), 29’ Stindl 90’ Lazaro |

| Arbitro: | Schmidt |

|            |           |               |
| Neuhaus 5’ | Marcatori | 88’ Caligiuri |

| Arbitro: | Gräfe |

|                                           |           |           |
| Neuhaus 15’ Wendt 36’ Thuram 52’ Wolf 80’ | Marcatori | 20’ Raman |

| Arbitro: | Stieler |

|                               |           |                     |
| Lienhart 32’ Grifo 49’ (rig.) | Marcatori | 23’ Embolo 50’ Pléa |

| Arbitro: | Hartmann |

|            |           |               |
| Embolo 70’ | Marcatori | 47’ Guendouzi |

| Arbitro: | Cortus |

|                                  |           |                             |
| Silva 22’ (rig.), 24’ Barkok 32’ | Marcatori | 14’, 90’ (rig.), 90’ Stindl |

| Arbitro: | Willenborg |

|                   |           |                            |
| Stindl 34’ (rig.) | Marcatori | 75’ Kramarić 86’ Sessegnon |

| Arbitro: | Stegemann |

|  |           |            |
|  | Marcatori | 58’ Embolo |

| Arbitro: | Osmers |

|                              |           |                                     |
| Hofmann 35’, 45’ Neuhaus 49’ | Marcatori | 20’ (rig.) Lewandowski 26’ Goretzka |

| Arbitro: | Brych |

|                                |           |                               |
| González 58’ Mvumpa 90’ (rig.) | Marcatori | 35’ (rig.) Stindl 61’ Zakaria |

| Arbitro: | Petersen |

|            |           |  |
| Elvedi 66’ | Marcatori |  |

#### Girone di ritorno
| Arbitro: | Gräfe |

|                                           |           |                  |
| Elvedi 11’, 32’ Bensebaini 49’ Thuram 78’ | Marcatori | 22’, 28’ Haaland |

| Arbitro: | Dankert |

|            |           |          |
| Knoche 31’ | Marcatori | 59’ Pléa |

| Arbitro: | Dingert |

|             |           |                   |
| Neuhaus 16’ | Marcatori | 3’, 55’ Rexhbeçaj |

| Wolfsburg 14 febbraio 2021, ore 18:00 CET 21ª giornata | Wolfsburg | 0 – 0 referto | Borussia M'gladbach | Volkswagen-Arena (0 spett.)\| Arbitro: \| Stieler \| |
| Arbitro:                                               | Stieler   |               |                     |                                                      |

| Arbitro: | Schmidt |

|            |           |                        |
| Stindl 26’ | Marcatori | 10’ Onisiwo 86’ Stöger |

| Arbitro: | Gräfe |

|                                    |           |                              |
| Nkunku 57’ Poulsen 66’ Sørloth 90’ | Marcatori | 6’ (rig.) Hofmann 19’ Thuram |

| Arbitro: | Siebert |

|  |           |            |
|  | Marcatori | 76’ Schick |

| Arbitro: | Jablonski |

|                                 |           |             |
| Vargas 52’ Richter 76’ Hahn 89’ | Marcatori | 68’ Neuhaus |

| Arbitro: | Stieler |

|  |           |                                         |
|  | Marcatori | 15’ Stindl 63’ Lainer 72’ (aut.) Rønnow |

| Arbitro: | Dingert |

|                 |           |            |
| Thuram 53’, 60’ | Marcatori | 10’ Sallai |

| Arbitro: | Ittrich |

|                           |           |                            |
| Ascacíbar 23’ Córdoba 49’ | Marcatori | 27’ Pléa 38’ (rig.) Stindl |

| Arbitro: | Aytekin |

|                                                |           |  |
| Ginter 10’ Hofmann 60’ Bensebaini 67’ Wolf 90’ | Marcatori |  |

| Arbitro: | Siebert |

|                             |           |                     |
| Kramarić 48’, 65’ Bebou 60’ | Marcatori | 25’ Pléa 45’ Lazaro |

| Arbitro: | Hartmann |

|                                                          |           |  |
| Embolo 6’, 69’ Thuram 15’ Bensebaini 18’ (rig.) Pléa 84’ | Marcatori |  |

| Arbitro: | Stieler |

|                                                               |           |  |
| Lewandowski 2’, 34’, 66’ (rig.) Müller 23’ Coman 44’ Sané 86’ | Marcatori |  |

| Arbitro: | Stegemann |

|            |           |                        |
| Stindl 45’ | Marcatori | 72’ Endō 77’ Kalajdžić |

| Arbitro: | Brych |

|                          |           |                                                 |
| Rashica 81’ Füllkrug 83’ | Marcatori | 3’ Stindl 52’ Thuram 58’ Bensebaini 67’ Neuhaus |

### Coppa di Germania
| Arbitro: | Stegemann |

|  |           |                                                                                     |
|  | Marcatori | 13’, 14’ Herrmann 19’ Hofmann 25’ Bensebaini 35’ Elvedi 53’, 84’ Neuhaus 76’ Traoré |

| Arbitro: | Schmidt |

|  |           |                                                               |
|  | Marcatori | 5’ Wolf 21’ Bénes 35’ Stindl 69’ Herrmann 83’ (rig.) Villalba |

| Arbitro: | Siebert |

|           |           |                     |
| Mvumpa 2’ | Marcatori | 45’ Thuram 50’ Pléa |

| Arbitro: | Stegemann |

|  |           |            |
|  | Marcatori | 67’ Sancho |

### Champions League

#### Fase a gironi
| Arbitro: | Kuipers |

|                 |           |                                   |
| Lukaku 49’, 90’ | Marcatori | 63’ (rig.) Bensebaini 84’ Hofmann |

| Arbitro: | Grinfeld |

|                 |           |                          |
| Thuram 33’, 58’ | Marcatori | 87’ Benzema 90’ Casemiro |

| Arbitro: | Gözübüyük |

|  |           |                                                               |
|  | Marcatori | 8’, 26’, 79’ Pléa 17’ (aut.) Bondar 44’ Bensebaini 65’ Stindl |

| Arbitro: | Çakır |

|                                                   |           |  |
| Stindl 17’ (rig.) Elvedi 34’ Embolo 45’ Wendt 77’ | Marcatori |  |

| Arbitro: | Makkelie |

|               |           |                             |
| Pléa 45’, 76’ | Marcatori | 17’ Darmian 64’, 73’ Lukaku |

| Arbitro: | Kuipers |

|                 |           |  |
| Benzema 9’, 32’ | Marcatori |  |

#### Fase a eliminazione diretta
| Arbitro: | Dias |

|  |           |                     |
|  | Marcatori | 29’ Silva 65’ Jesus |

| Arbitro: | Karasëv |

|                            |           |  |
| De Bruyne 12’ Gündoğan 18’ | Marcatori |  |

## Statistiche

### Statistiche di squadra
| Competizione      | Punti | In casa | In casa | In casa | In casa | In casa | In casa | In trasferta | In trasferta | In trasferta | In trasferta | In trasferta | In trasferta | Totale | Totale | Totale | Totale | Totale | Totale | DR  |
| Competizione      | Punti | G       | V       | N       | P       | Gf      | Gs      | G            | V            | N            | P            | Gf           | Gs           | G      | V      | N      | P      | Gf     | Gs     | DR  |
| ----------------- | ----- | ------- | ------- | ------- | ------- | ------- | ------- | ------------ | ------------ | ------------ | ------------ | ------------ | ------------ | ------ | ------ | ------ | ------ | ------ | ------ | --- |
| Bundesliga        | 49    | 17      | 8       | 4       | 5       | 32      | 19      | 17           | 5            | 6            | 6            | 32           | 37           | 34     | 13     | 10     | 11     | 64     | 56     | +8  |
| Coppa di Germania | -     | 1       | 0       | 0       | 1       | 0       | 1       | 3            | 3            | 0            | 0            | 15           | 1            | 4      | 3      | 0      | 1      | 15     | 2      | +13 |
| Champions League  | -     | 4       | 1       | 1       | 2       | 8       | 7       | 4            | 1            | 1            | 2            | 8            | 6            | 8      | 2      | 2      | 4      | 16     | 13     | +3  |
| Totale            | 49    | 22      | 9       | 5       | 8       | 40      | 27      | 24           | 9            | 7            | 8            | 55           | 44           | 46     | 18     | 12     | 16     | 95     | 71     | +24 |

### Andamento in campionato
| Giornata  | 1  | 2  | 3  | 4  | 5 | 6 | 7 | 8 | 9 | 10 | 11 | 12 | 13 | 14 | 15 | 16 | 17 | 18 | 19 | 20 | 21 | 22 | 23 | 24 | 25 | 26 | 27 | 28 | 29 | 30 | 31 | 32 | 33 | 34 |
| --------- | -- | -- | -- | -- | - | - | - | - | - | -- | -- | -- | -- | -- | -- | -- | -- | -- | -- | -- | -- | -- | -- | -- | -- | -- | -- | -- | -- | -- | -- | -- | -- | -- |
| Luogo     | T  | C  | T  | C  | T | C | T | C | C | T  | C  | T  | C  | T  | C  | T  | C  | C  | T  | C  | T  | C  | T  | C  | T  | T  | C  | T  | C  | T  | C  | T  | C  | T  |
| Risultato | P  | N  | V  | N  | V | V | P | N | V | N  | N  | N  | P  | V  | V  | N  | V  | V  | N  | P  | N  | P  | P  | P  | P  | V  | V  | N  | V  | P  | V  | P  | P  | V  |
| Posizione | 17 | 15 | 11 | 11 | 6 | 5 | 7 | 7 | 7 | 7  | 8  | 8  | 8  | 7  | 7  | 8  | 7  | 5  | 7  | 7  | 7  | 8  | 9  | 10 | 10 | 10 | 9  | 8  | 7  | 7  | 7  | 7  | 8  | 8  |

Legenda:

Luogo: C = Casa; T = Trasferta. Risultato: V = Vittoria; N = Pareggio; P = Sconfitta.

### Statistiche dei giocatori
| Giocatore     | Bundesliga | Bundesliga | Bundesliga  | Bundesliga | Coppa di Germania | Coppa di Germania | Coppa di Germania | Coppa di Germania | Champions League | Champions League | Champions League | Champions League | Totale   | Totale | Totale      | Totale     |
| Giocatore     | Presenze   | Reti       | Ammonizioni | Espulsioni | Presenze          | Reti              | Ammonizioni       | Espulsioni        | Presenze         | Reti             | Ammonizioni      | Espulsioni       | Presenze | Reti   | Ammonizioni | Espulsioni |
| ------------- | ---------- | ---------- | ----------- | ---------- | ----------------- | ----------------- | ----------------- | ----------------- | ---------------- | ---------------- | ---------------- | ---------------- | -------- | ------ | ----------- | ---------- |
| R. Bensebaini | 25         | 4          | 7           | 0          | 3                 | 1                 | 2                 | 0                 | 5                | 2                | 1                | 0                | 33       | 7      | 10          | 0          |
| J. Beyer      | 4          | 0          | 0           | 0          | 0                 | 0                 | 0                 | 0                 | 0                | 0                | 0                | 0                | 4        | 0      | 0           | 0          |
| L. Bénes      | 7          | 0          | 0           | 0          | 1                 | 1                 | 1                 | 0                 | 2                | 0                | 0                | 0                | 10       | 1      | 1           | 0          |
| M. Doucouré   | 0          | 0          | 0           | 0          | 0                 | 0                 | 0                 | 0                 | 0                | 0                | 0                | 0                | 0        | 0      | 0           | 0          |
| N. Elvedi     | 29         | 3          | 1           | 0          | 4                 | 1                 | 0                 | 0                 | 7                | 1                | 0                | 0                | 40       | 5      | 1           | 0          |
| B. Embolo     | 31         | 5          | 4           | 0          | 3                 | 0                 | 0                 | 0                 | 7                | 1                | 0                | 0                | 41       | 6      | 4           | 0          |
| M. Ginter     | 34         | 2          | 2           | 0          | 4                 | 0                 | 0                 | 0                 | 8                | 0                | 0                | 0                | 46       | 2      | 2           | 0          |
| M. Grün       | 0          | 0          | 0           | 0          | 0                 | 0                 | 0                 | 0                 | 0                | 0                | 0                | 0                | 0        | 0      | 0           | 0          |
| P. Herrmann   | 27         | 0          | 3           | 0          | 2                 | 3                 | 0                 | 0                 | 4                | 0                | 0                | 0                | 33       | 3      | 3           | 0          |
| J. Hofmann    | 24         | 6          | 1           | 0          | 4                 | 1                 | 0                 | 0                 | 5                | 1                | 0                | 0                | 33       | 8      | 1           | 0          |
| T. Jantschke  | 8          | 0          | 1           | 0          | 1                 | 0                 | 0                 | 0                 | 3                | 0                | 0                | 0                | 12       | 0      | 1           | 0          |
| C. Kramer     | 28         | 0          | 5           | 0          | 4                 | 0                 | 0                 | 0                 | 7                | 0                | 1                | 0                | 39       | 0      | 6           | 0          |
| K. Kurt       | 0          | 0          | 0           | 0          | 0                 | 0                 | 0                 | 0                 | 0                | 0                | 0                | 0                | 0        | 0      | 0           | 0          |
| S. Lainer     | 33         | 2          | 2           | 0          | 4                 | 0                 | 0                 | 0                 | 8                | 0                | 3                | 0                | 45       | 2      | 5           | 0          |
| M. Lang       | 0          | 0          | 0           | 0          | 2                 | 0                 | 0                 | 0                 | 1                | 0                | 1                | 0                | 3        | 0      | 1           | 0          |
| V. Lazaro     | 22         | 2          | 3           | 0          | 1                 | 0                 | 0                 | 0                 | 5                | 0                | 1                | 0                | 28       | 2      | 4           | 0          |
| T. Müsel      | 0          | 0          | 0           | 0          | 0                 | 0                 | 0                 | 0                 | 0                | 0                | 0                | 0                | 0        | 0      | 0           | 0          |
| F. Neuhaus    | 33         | 6          | 9           | 0          | 4                 | 2                 | 0                 | 0                 | 8                | 0                | 1                | 0                | 45       | 8      | 10          | 0          |
| J. Olschowsky | 0          | 0          | 0           | 0          | 0                 | 0                 | 0                 | 0                 | 0                | 0                | 0                | 0                | 0        | 0      | 0           | 0          |
| A. Pléa       | 29         | 6          | 2           | 0          | 2                 | 1                 | 0                 | 0                 | 8                | 5                | 1                | 0                | 39       | 12     | 3           | 0          |
| A. Poulsen    | 0          | 0          | 0           | 0          | 0                 | 0                 | 0                 | 0                 | 0                | 0                | 0                | 0                | 0        | 0      | 0           | 0          |
| F. Quizera    | 0          | 0          | 0           | 0          | 0                 | 0                 | 0                 | 0                 | 0                | 0                | 0                | 0                | 0        | 0      | 0           | 0          |
| R. Reitz      | 2          | 0          | 1           | 0          | 0                 | 0                 | 0                 | 0                 | 0                | 0                | 0                | 0                | 2        | 0      | 1           | 0          |
| J. Scally     | 0          | 0          | 0           | 0          | 0                 | 0                 | 0                 | 0                 | 0                | 0                | 0                | 0                | 0        | 0      | 0           | 0          |
| T. Sippel     | 4          | 0          | 0           | 0          | 4                 | 0                 | 0                 | 0                 | 0                | 0                | 0                | 0                | 8        | 0      | 0           | 0          |
| Y. Sommer     | 31         | 0          | 1           | 1          | 0                 | 0                 | 0                 | 0                 | 8                | 0                | 0                | 0                | 39       | 0      | 1           | 1          |
| L. Stindl     | 30         | 14         | 6           | 0          | 4                 | 1                 | 2                 | 0                 | 8                | 2                | 2                | 0                | 42       | 17     | 10          | 0          |
| M. Thuram     | 29         | 8          | 3           | 1          | 3                 | 1                 | 0                 | 0                 | 8                | 2                | 0                | 0                | 40       | 11     | 3           | 1          |
| I. Traoré     | 7          | 0          | 0           | 0          | 2                 | 1                 | 0                 | 0                 | 3                | 0                | 0                | 0                | 12       | 1      | 0           | 0          |
| J. Villalba   | 0          | 0          | 0           | 0          | 1                 | 1                 | 0                 | 0                 | 0                | 0                | 0                | 0                | 1        | 1      | 0           | 0          |
| O. Wendt      | 22         | 1          | 3           | 0          | 3                 | 0                 | 0                 | 0                 | 4                | 1                | 0                | 0                | 29       | 2      | 3           | 0          |
| H. Wolf       | 32         | 3          | 2           | 0          | 4                 | 1                 | 0                 | 0                 | 7                | 0                | 0                | 0                | 43       | 4      | 2           | 0          |
| D. Zakaria    | 25         | 1          | 5           | 0          | 2                 | 0                 | 0                 | 0                 | 5                | 0                | 1                | 0                | 32       | 1      | 6           | 0          |